# Indolestes obiri
Indolestes obiri là loài chuồn chuồn trong họ Lestidae. Loài này được Watson mô tả khoa học đầu tiên năm 1979.